# رؤساء المجلس الشعبي الوطني الجزائري
تضم هذه المقالة قائمة رؤساء ‌المجلس الشعبي الوطني الجزائري

## القائمة
| الاسم                 | تولى المنصب    | ترك المنصب     | الإنتماء الحزبي          | م                 |
| --------------------- | -------------- | -------------- | ------------------------ | ----------------- |
| عبد القادر بن صالح    | 14 جوان 1997   | يونيو 2002     | التجمع الوطني الديمقراطي | [ ar 1 ]          |
| كريم يونس             | 10 يونيو 2002  | 3 يونيو 2004   | جبهة التحرير الوطني      | [ en 1 ]          |
| عمار سعداني           | يونيو 2004     |                | جبهة التحرير الوطني      |                   |
| عبد العزيز زياري      | مايو 2007      |                | جبهة التحرير الوطني      |                   |
| محمد العربي ولد خليفة | مايو 2012      |                | جبهة التحرير الوطني      |                   |
| السعيد بوحجة          | 23 مايو 2017   | 24 أكتوير 2018 | جبهة التحرير الوطني      |                   |
| معاذ بوشارب           | 24 أكتوير 2018 |                | جبهة التحرير الوطني      | [ ar 2 ] [ ar 3 ] |
| سليمان شنين           | 10 يوليو 2019  | حالي           | حركة البناء الوطني       | [ ar 4 ] [ ar 5 ] |

## انظر ايضاً
- المجلس الشعبي الوطني الجزائري

### باللغة العربية
1. ↑  "السيرة الذاتية". web.archive.org. 26 مارس 2019. مؤرشف من الأصل في 2020-09-01. اطلع عليه بتاريخ 2020-08-31.{{استشهاد ويب}}:  صيانة الاستشهاد: BOT: original URL status unknown (link)
2. ↑  fouzia, Boussadia. "انتخاب معاذ بوشارب رئيسا جديدا للمجلس الشعبي الوطني". www.aps.dz (بar-aa). Archived from the original on 2020-08-31. Retrieved 2020-08-31.{{استشهاد ويب}}:  صيانة الاستشهاد: لغة غير مدعومة (link)
3. ↑  "انتخاب سليمان شنين رئيسًا للمجلس الشعبي الوطني الجزائري". صحيفة عاجل. مؤرشف من الأصل في 2020-08-31. اطلع عليه بتاريخ 2020-08-31.
4. ↑  "سياسي / انتخاب سليمان شنين رئيسًا للمجلس الشعبي الوطني الجزائري وكالة الأنباء السعودية". www.spa.gov.sa. مؤرشف من الأصل في 2020-08-31. اطلع عليه بتاريخ 2020-08-31.
5. ↑  "سليمان شنين رئيساً للبرلمان الجزائري". وكالة سند للأنباء. 11 يوليو 2019. مؤرشف من الأصل في 2020-08-31. اطلع عليه بتاريخ 2020-08-31.

### باللغة الإنجليزية
1. ↑  "ALGERIA: parliamentary elections Al-Majlis Al-Chaabi Al-Watani, 2002". archive.ipu.org. مؤرشف من الأصل في 2019-10-02. اطلع عليه بتاريخ 2020-08-31.